# NGC 1464
NGC 1464 je galaksija u zviježđu Eridan.

## Vanjske poveznice
- SEDS: NGC 1464